# Bielorrússia nos Jogos Olímpicos de Inverno da Juventude de 2012
A Bielorrússia nos Jogos Olímpicos de Inverno da Juventude de 2012, realizados em Innsbruck, na Áustria foi representada por dezesseis atletas em oito modalidades esportivas diferentes.

## Medalhistas
Os atletas de Belarus conseguiram uma única medalha na competição, de prata, terminando assim na 24º colocação entre os países participantes.
| Medalha | Nome          | Esporte                 | Evento          | Data   |
| ------- | ------------- | ----------------------- | --------------- | ------ |
| Prata   | Roman Dubovik | Patinação de velocidade | 500 m masculino | 14 Jan |